# La Cité des livres qui rêvent
La Cité des livres qui rêvent (titre original : Die Stadt der Träumenden Bücher) est le quatrième tome de la série de Zamonie écrite et illustrée par l'auteur allemand Walter Moers, en 2004. Il est suivi de deux tomes, Le Labyrinthe des livres qui rêvent (2011) et Le Château des livres qui rêvent (TBA).

## Résumé
Hildegunst Taillemytes est un jeune dragon, apprenti écrivain, vivant à la forteresse des dragons. Il lit un jour un texte incroyable et part pour la cité de Bouquinbourg pour en chercher l'auteur. Il fera de nombreuses découvertes dans cette ville dont le mode de vie tourne autour des livres.

## Univers
L'univers créé dans La Cité des livres qui rêvent est une apologie des livres et des écrivains. L'économie, les loisirs, les centres d'intérêt et les malheurs de ces habitants sont liés à la lecture. Un grand nombre d'œuvres littéraires fictives sont citées, ainsi que leurs auteurs dont le nom est inspiré de nom de célèbres écrivains[réf. nécessaire] :
- Aliesha Wimperslake = William Shakespeare ;
- Asdrel Chickens = Charles Dickens ;
- Auselm T. Edgecroil = Samuel T. Coleridge ;
- Bethelzia B. Binngrow = Elizabeth B. Browning ;
- Dolreich Hirnfiedler = Friedrich Hölderlin ;
- Doylan Cone (auteur de Sir Ginel) = Conan Doyle (auteur, entre autres, de Sir Nigel) ;
- Elo Slooty = Leo Tolstoy ;
- Ergor Banco = Roger Bacon ;
- Ertrob Slimu = Robert Musil ;
- Evsko Dosti = (Fyodor) Fyodor Dostoyevsky ;
- Gofid Letterkerl = Gottfried Keller  ;
- Gramerta Climelth = Margaret Mitchell ;
- Honj Steak = John Keats ;
- Hornac de Bloaze = Honoré de Balzac ;
- Inka Almira Rierre = Rainer Maria Rilke ;
- Lugo Blah (Un Gagaïste Zamonien) = Hugo Ball (un dadaiste allemand) ;
- Melvin Hermalle = Herman Melville ;
- Ojahnn Golgo van Fontheweg = Johann Wolfgang von Goethe ;
- Perla la Gadeon = Edgar Allan Poe ;
- Rasco Elwid = Oscar Wilde ;
- Rashid el Clarebeau = Charles Baudelaire ;
- Rimidalv Vokoban = Vladimir Nabokov ;
- Samoth Yarg = Thomas Gray ;
- Selwi Rollcar = Lewis Carroll ;
- Trebor Snurb = Robert Burns ;
- T. T. Kreischwurst = Kurt Schwitters ;
- Ugor Vochti = Victor Hugo ;
- Wamilli Swordthrow = William Wordsworth.